# Motor frontal, tracțiune față

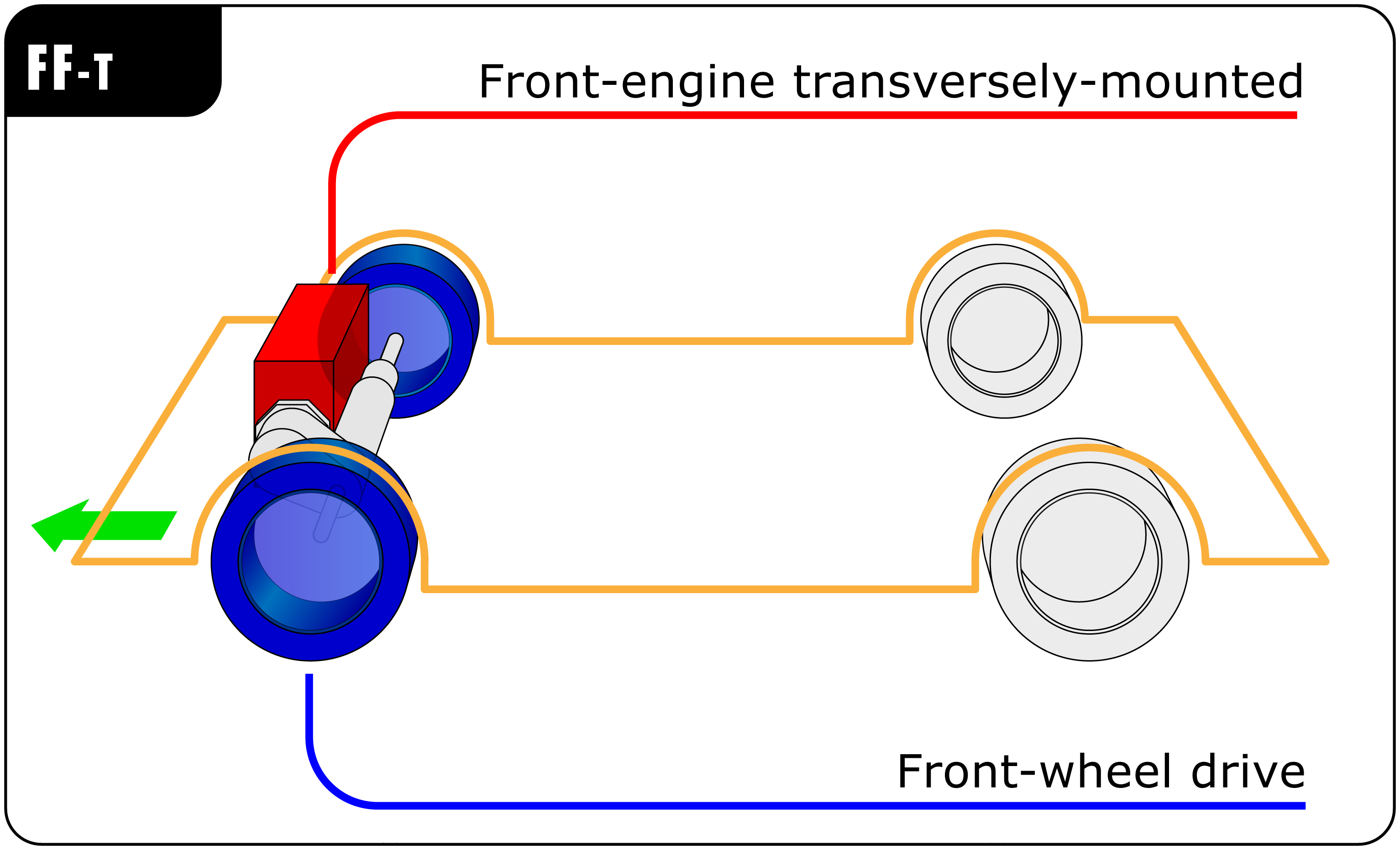
Dispunerea motorului FF montat transversal

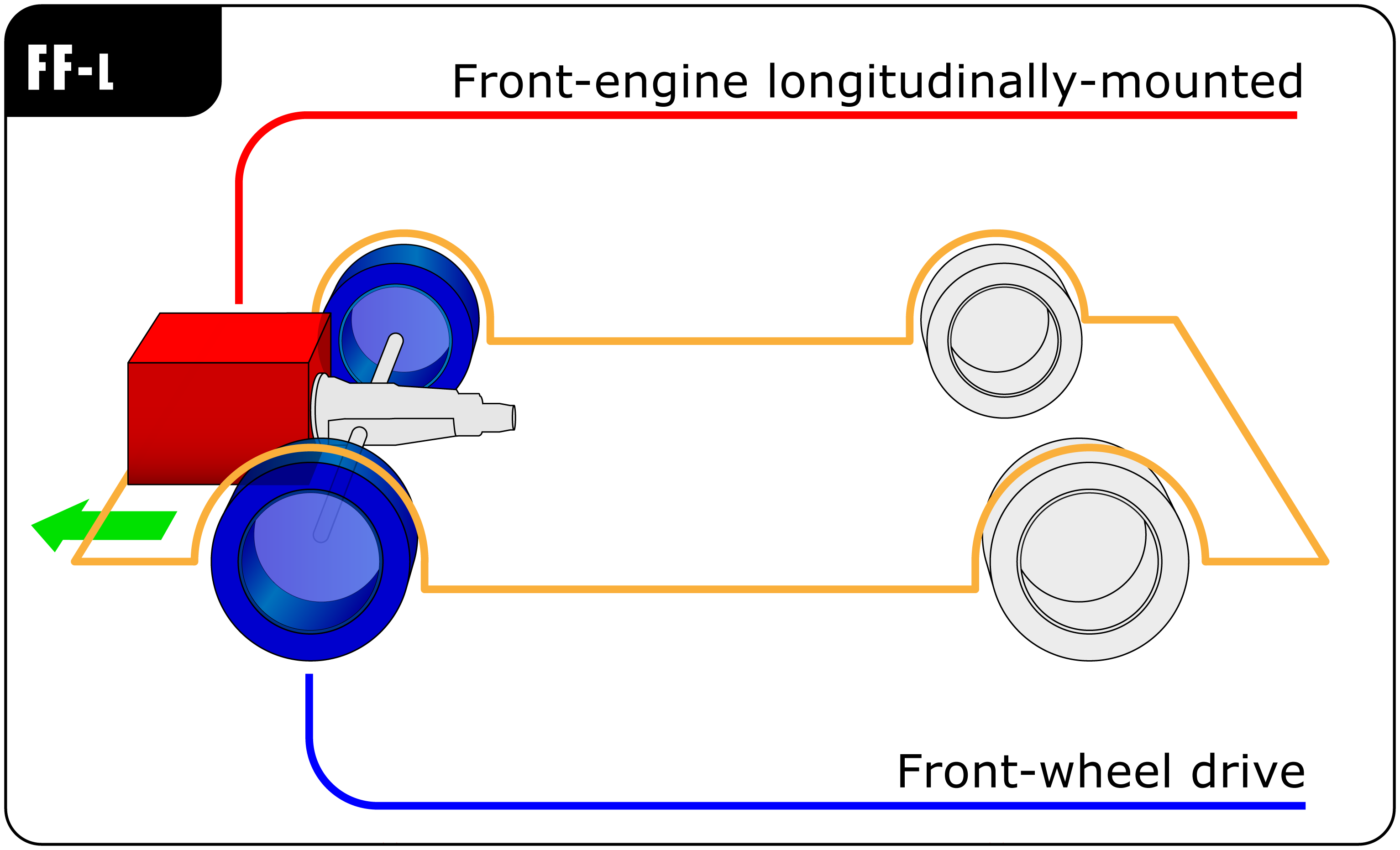
Dispunerea motorului FF montat longitudinal

Tracțiunea față este un tip de transmitere a forței motrice a unui vehicul de la motor la roți. În designul auto, o schemă cu motor față, tracțiune față (FWD) sau FF, plasează atât motorul cu ardere internă, cât și roțile antrenate în fața vehiculului.

## Implicații de utilizare

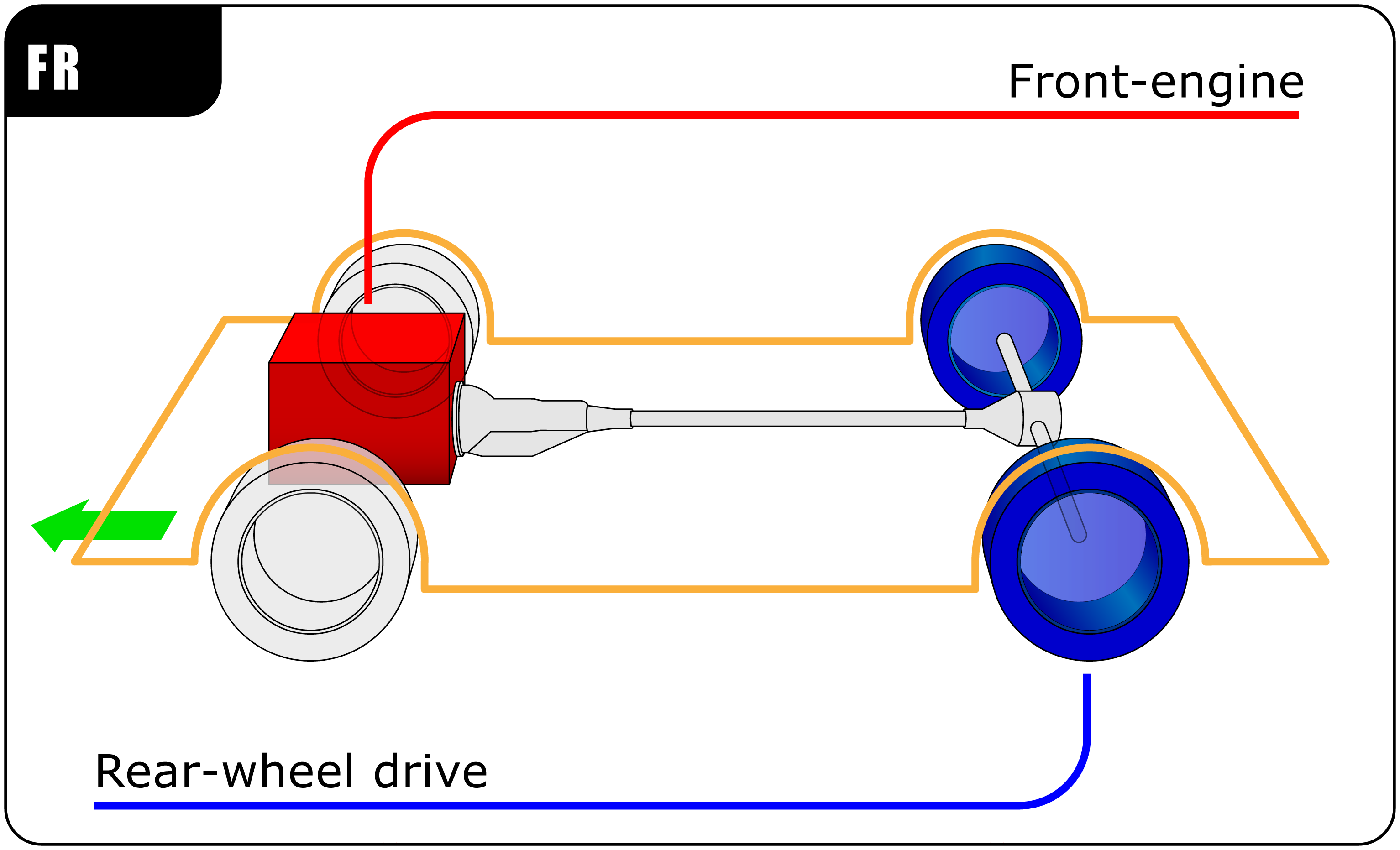
Dispoziție cu motor față, cu tracțiune spate

Din punct de vedere istoric, această denumire a fost folosită indiferent dacă întregul motor se afla în spatele liniei osiei față. În ultima vreme, producătorii unor mașini au adăugat la denumirea cu termenul front-mid care descrie o mașină în care motorul se află în fața habitaclului, dar în spatele osiei față. Pozițiile motorului majorității mașinilor dinainte de cel de-al Doilea Război Mondial sunt față-mijloc sau pe puntea față.
Acest aspect este cea mai tradițională formă și rămâne un design popular, practic. Motorul, care ocupă mult spațiu, este ambalat într-o locație pe care pasagerii și bagajele nu l-ar folosi de obicei. Deficitul principal este distribuția greutății - cea mai grea componentă se află la un capăt al vehiculului. Manevrarea mașinii nu este ideală, dar de obicei previzibilă.
Spre deosebire de aspectul cu motorul din față, cu tracțiunea din spate (RWD), aspectul FWD elimină necesitatea unui tunel central sau a unui spațiu mai mare al șasiului pentru a găzdui un arbore de transmisie care furnizează putere roților din spate. Asemenea aspectului motorului din spate, cu tracțiunea pe roțile din spate (RR) și al motorului central din spate, cu aspectul cu tracțiunea din spate (RMR), acesta plasează motorul peste roțile motoare, îmbunătățind tracțiunea în multe aplicații. Întrucât roțile directoare sunt și roțile motoare, mașinile FWD sunt în general considerate superioare mașinilor RWD în condițiile în care există tracțiune scăzută, cum ar fi zăpadă, noroi, pietriș sau asfalt umed. Când urcați pe dealuri în condiții de tracțiune scăzută, RR este considerat cel mai bun aspect cu tracțiune pe două roți, în primul rând datorită deplasării greutății către roțile din spate la urcare. Capacitatea de virare a unui vehicul FWD este în general mai bună, deoarece motorul este plasat peste roțile direcționate. Cu toate acestea, deoarece roțile motoare au cerințe suplimentare de direcție, dacă un vehicul accelerează rapid, este disponibilă mai puțină aderență pentru viraje, ceea ce poate duce la subvirare. Vehiculele de înaltă performanță folosesc rar schema FWD deoarece greutatea este transferată roților din spate în timpul accelerației, în timp ce descarcă roțile din față și reduc drastic aderența acestora, limitând efectiv cantitatea de putere care ar putea fi utilizată în mod realist; în plus, puterea mare a mașinilor de înaltă performanță poate duce la direcția cuplului. Controlul electronic al tracțiunii poate evita patinarea roților, dar anulează în mare măsură beneficiul puterii suplimentare. Acesta a fost un motiv pentru adoptarea sistemului de tracțiune integrală quattro la mașinile de înaltă performanță Jensen FF și Audi Quattro.

## Automobile
Mașinile cu tracțiune față sunt cele care folosesc roțile din față pentru a transmite mișcarea, care pot fi, de asemenea, împărțite în funcție de dispunerea motorului față de roțile motoare, de fapt pot fi cu un motor frontal (motorul este în mare parte aranjat pe axa roții din față) sau în spate (motorul este situat în cea mai mare parte în ampatamentul vehiculului).
Acesta este sistemul adoptat inițial de marca franceză Citroën, a cărui primă mașină cu tracțiune față a fost celebrul Citroën Traction Avant din anii treizeci, un sistem adoptat acum de majoritatea producătorilor.

### Beneficii
Mașina cu tracțiune față are particularitatea de a fi mai ușoară decât cea din spate sau cea cu tracțiune integrală, deoarece nu necesită arbori de transmisie pentru a transmite mișcarea către roțile din spate, garantând astfel economii considerabile în ceea ce privește greutatea și costurile de producție.
Tracțiunea față față de cea din spate, în caz de urgență (sub virajul vehiculului) permite, în situații nu prea extreme, o recuperare ușoară a controlului chiar și de către șoferi mai puțin experimentați, trebuie spus totuși că, în condiții de slaba aderență subterană poate provoca alunecarea roților din față cu o consecință a pierderii parțiale sau totale a puterii de direcție, în aceste cazuri avem impresia că direcția este ruptă.
Tracțiunea pe spate, pe de altă parte, are pe partea sa un răspuns corect din punct de vedere dinamic în comportament. În cazul pierderii aderenței pe roțile din spate, este necesar să ușurați direcția prin manevrarea contra-direcției. În ciuda numelui, această manevră este absolut instinctivă, dar este mai dificil să realiniem roțile din față la sfârșitul manevrei menționate mai sus, deoarece cele din spate își reiau aderența brusc. Acest tip de dinamică poate apărea și la o tracțiune față cu un șasiu nepotrivit (calitatea șasiului, a suspensiei etc. este întotdeauna de o importanță primară în comparație cu tipul de tracțiune al mașinii).

### Dezavantaje
Tracțiunile din față, mai ales dacă sunt foarte puternice, pot avea probleme cu pierderea tracțiunii, datorită faptului că în timpul accelerației are loc un transfer de sarcină pe puntea spate, scăzând aderența pe puntea din față, ceea ce poate duce la alunecarea anvelope față. Din acest motiv și din alte motive, tracțiunea spate sau integrală este preferată pentru mașinile mai puternice.
Prezența brațelor de transmisie pe roți care trebuie să direcționeze vehiculul limitează uneori rotația acestora în direcția transversală, mărind efectiv diametrul de rotație care, cu același ampatament al vehiculului, este de obicei mai mare decât unitățile de tracțiune din spate.
Munca deosebit de grea a roților din față duce la o uzură mai mare a anvelopelor din față.

## Alte vehicule
În multe vehicule, rover-uri, roboți și dispozitive motorizate, pot fi găsite tracțiuni pe față.
Roțile din față pot fi directive sau fixe și direcționate prin efect diferențial.
În cazul tracțiunii față, roata din spate poate fi fixă sau rotativă.